# Hemiramphus bermudensis
Hemiramphus bermudensis är en fiskart som beskrevs av Collette 1962. Hemiramphus bermudensis ingår i släktet Hemiramphus och familjen Hemiramphidae. Inga underarter finns listade i Catalogue of Life.